# Сорочкина
Соро́чкина (рос. Сорочкина) — присілок у складі Ішимського району Тюменської області, Росія.
Населення — 115 осіб (2010, 76 у 2002).
Національний склад станом на 2002 рік:
- росіяни — 91 %